# Новий Солотвин
Но́вий Соло́твин — село в Україні, у Бердичівському районі Житомирської області. Населення становить 205 осіб.

## Історія
1 січня 1944 року Новий Солотвин було захоплено Червоною Армією в ході Другої Світової війни.
З 24 серпня 1991 року село входить до складу незалежної України.

## Населення
Згідно з переписом УРСР 1989 року чисельність наявного населення села становила 231 особа, з яких 95 чоловіків та 136 жінок.
За переписом населення України 2001 року в селі мешкала 201 особа. 100 % населення вказало своєю рідною мовою українську мову.